# Amt Grevesmühlen-Land
Das Amt Grevesmühlen-Land liegt in der Mitte des Landkreises Nordwestmecklenburg in Mecklenburg-Vorpommern (Deutschland).

## Beschreibung
In diesem Amt sind acht Gemeinden zur Erledigung ihrer Verwaltungsgeschäfte zusammengeschlossen. Das Amt Grevesmühlen-Land bildet seit 1. Januar 2004 eine Verwaltungsgemeinschaft mit der Stadt Grevesmühlen mit gleichzeitiger Übertragung der Aufgaben des übertragenen Wirkungskreises des Amtes auf die Stadt. Die Gemeinde Gägelow wurde am 1. April 2005 nach Auflösung des Amtes Gägelow eingegliedert. Die ehemaligen Gemeinden Testorf und Steinfort fusionierten am 1. Januar 1999 zur Gemeinde Testorf-Steinfort. Die Gemeinde Hanshagen wurde am 1. Januar 2011 nach Upahl eingemeindet. Am 1. Januar 2014 kam die Gemeinde Papenhusen in das Amt. Zum 25. Mai 2014 schlossen sich Börzow, Mallentin und Papenhusen zur Gemeinde Stepenitztal zusammen. Am 1. Januar 2019 wurde die Gemeinde Plüschow nach Upahl eingegliedert.
Das Amtsgebiet umschließt fast die Stadt Grevesmühlen, es liegt zwischen den Hansestädten Lübeck und Wismar. Kein Ort im Amt liegt weiter als 20 Kilometer von der Ostseeküste entfernt. Durch den Südwesten des Amtes fließt die Stepenitz. Das Gebiet ist vorwiegend landwirtschaftlich geprägt; die intakte Natur und die Nähe zur Ostsee lassen dem Tourismus eine immer größere Bedeutung zukommen.
Durch das Amt Grevesmühlen-Land führen die Ostseeautobahn A 20, die parallele Bundesstraße 105 (von Wismar nach Lübeck) sowie die Bahnlinie von Lübeck nach Rostock.

## Die Gemeinden mit ihren Ortsteilen
- Bernstorf mit Bernstorf-Ausbau, Jeese, Pieverstorf, Strohkirchen, Wilkenhagen und Wölschendorf
- Gägelow mit Gressow, Jamel, Neu Weitendorf, Proseken, Sternkrug, Stofferstorf, Voßkuhl, Weitendorf und Wolde
- Roggenstorf mit Alt-Greschendorf, Grevenstein, Rankendorf und Tramm
- Rüting mit Diedrichshagen, Schildberg und Vierhausen
- Stepenitztal mit Blüssen, Bonnhagen, Börzow, Gostorf, Hanstorf, Hof Mummendorf, Kirch Mummendorf, Mallentin, Neu Greschendorf, Papenhusen, Rodenberg, Roxin, Rüschenbeck, Schmachthagen, Teschow und Volkenshagen
- Testorf-Steinfort mit Fräulein-Steinfort, Harmshagen, Schönhof, Seefeld, Testorf und Wüstenmark
- Upahl mit Blieschendorf, Boienhagen, Friedrichshagen, Groß Pravtshagen, Hanshagen, Hilgendorf, Kastahn, Plüschow, Meierstorf, Naschendorf, Sievershagen und Waldeck
- Warnow mit Bössow, Gantenbeck, Großenhof und Thorstorf

## Politik

### Wappen, Flagge, Dienstsiegel
Das Amt verfügt über kein amtlich genehmigtes Hoheitszeichen, weder Wappen noch Flagge. Als Dienstsiegel wird das kleine Landessiegel mit dem Wappenbild des Landesteils Mecklenburg geführt. Es zeigt einen hersehenden Stierkopf mit abgerissenem Halsfell und Krone und der Umschrift „AMT GREVESMÜHLEN-LAND • LANDKREIS NORDWESTMECKLENBURG“.